# Regius Professor of Engineering
Regius Professorship of Engineering é uma cátedra da Universidade de Cambridge. Fundada em 1875 como uma cátedra em "Mecanismos e Matemática Aplicada", foi renomeada em 1934 como "Ciências Mecânicas" e em 1966 como "Engenharia". A cátedra foi outorgada com o título honorário de Regius Professor pela rainha Elizabete II em 2011, para marcar o fim de 34 anos de mandato do Príncipe Filipe como reitor da universidade.

## Professores de Mecanismos e Matemática Aplicada
- James Stuart (1875)
- James Alfred Ewing (1890)
- Bertram Hopkinson (1903)
- Charles Edward Inglis (1919)
- John Fleetwood Baker (1943)

## Professores de Engenharia
- Arnold Beck (1966–1970)
- Peter McGregor Ross (1970–1974)
- David Edward Newland (1976–2003)
- Daniel Mark Wolpert (2005–2013)
- David MacKay (2013–2016)[1]